# Juan Bautista Escoto
Juan Bautista Escoto o Scotti fue un militar español nacido en Zaragoza y fallecido en Timișoara (hoy en Rumania) el 11 de marzo de 1747.
Pertenecía a la familia de los Escoto o Scotti, originarios de Albenga, en la República de Génova. Giovanni María Scotto, abuelo de Juan Bautista, se estableció en el siglo XVII primero en Monzón y luego en Zaragoza, donde consiguió una regular fortuna. Fue armado caballero en Balaguer, el 29 de octubre de 1644, por sus servicios en la lucha contra los franceses y los insurrectos catalanes. Los hijos de Giovanni María consiguieron que el consejo de Albenga confirmara que «están adscritos al orden de los nobles de la ciudad».
Juan Bautista Escoto intervino en la Guerra de sucesión española, en el ejército del archiduque Carlos contra los Borbones. Después de la derrota de los partidarios de los Austrias en la Corona de Aragón siguió al servicio del reino de Austria y el emperador Carlos VI premió sus servicios en 1730 con el título de conde en Italia, con su feudo hereditario en la Tierra de Colturano.
En la siguiente década se convirtió en gobernador y capitán general de Timișoara, en la época, una ciudad del Reino de Hungría, cerca de la frontera con el Imperio Otomano. Murió allí dejando la mayoría de su fortuna a la emperatriz María Teresa: bienes inmuebles por 80 000 florines, 30 000 florines en censos y todo lo que contenía su casa. A su familia aragonesa dejó sus bienes en Aragón, 16 000 florines y todos sus bienes inmuebles. También dejó tres dotes de 200 florines «para doncellas pobres de buena vida y costumbres» nacidas en Laspaúles, Castanesa y Barbaruens.